# Limnodynastes interioris
Espèce
Synonymes
- Limnodynastes dorsalis var. interioris Fry, 1913

Statut de conservation UICN

 LC  : Préoccupation mineure
Limnodynastes interioris est une espèce d'amphibiens de la famille des Limnodynastidae.

## Répartition
Cette espèce est endémique d'Australie. Elle se rencontre dans la partie centrale de la Nouvelle-Galles du Sud et dans le nord du Victoria,.

## Étymologie
Son nom d'espèce, du latin intĕrĭŏr, « intérieur », lui a été donné en référence à son aire de répartition comparativement aux espèces Limnodynastes dorsalis et Limnodynastes dumerilii dont les aires de répartition s'étendent jusqu'aux zones côtières.

## Publication originale
- Fry, 1913 : On the Varanus and a frog from Burnett River, Queensland, and a revision of the variation in Limnodynastes dorsalis Gray. Records of the Australian Museum, vol. 10, p. 17-34 (texte intégral).